# Rivière-des-Prairies–Pointe-aux-Trembles
Pour les articles homonymes, voir Pointe-aux-Trembles (homonymie).
Rivière-des-Prairies–Pointe-aux-Trembles est un arrondissement du nord-est de la ville de Montréal, au Québec (Canada). Il est formé des quartiers de Rivière-des-Prairies et de Pointe-aux-Trembles. D'une superficie de 42,3 km², il est le plus grand arrondissement de Montréal. En 2021, sa population est de 107 941 habitants.
De janvier 2002 à décembre 2005, l'arrondissement comprenait également la ville de Montréal-Est, qui s'est depuis défusionnée de Montréal.

## Toponymie et histoire

### Rivière-des-Prairies
La rivière des Prairies était anciennement connue sous le nom de Skawanoti, ce qui signifie en huron la rivière en arrière de l'île. C'est Samuel de Champlain qui rebaptisera la rivière, en l'honneur d'un de ses compagnons, François des Prairies, qui s'y est égaré lors d'une expédition d'exploration. Les anglophones ont repris l'appellation autochtone et nomment ce cours d'eau Back River.
Jusqu'en 1671, il avait été impossible de songer à établir une paroisse du côté de la rivière des Prairies ; les Iroquois pénétraient dans l'île de Montréal par cette rivière. Afin de mettre un terme aux incursions des Iroquois et de fortifier en même temps le bout de l'île de Montréal, Dollier de Casson, supérieur du séminaire, prêtre Sulpicien et Seigneur de l'île de Montréal érige deux fiefs en 1671. Il concéde des terres à un certain nombre de colons capables de se faire soldats au besoin afin d'aider les deux possesseurs de fiefs : Phillippe de Carrion Dufresnoy et Paul de Maurel.
La première terre concédée se trouve au bout de l'île; il s'y déroule la bataille de Rivière-des-Prairies ou de la Coulée Grou, en juillet 1690, entre 25 Français et une centaine d'Iroquois.
La formation d'un village débute en 1731; deux rues apparaissent à l'ouest de l'église, sur lesquelles se dressent trois maisons. Rivière-des-Prairies est érigée en municipalité le 1er juillet 1845. Entre 1929 et 1933, Rivière-des-Prairies obtient l'électricité de la compagnie Montreal Light Heat and Power.
Après la guerre, la pénurie de logements à Montréal pousse plusieurs familles à s'installer dans la municipalité.
En 1954, Rivière-des-Prairies obtient son statut de ville. À cette époque, elle est composée de 6 500 habitants. Le développement des infrastructures (égouts, aqueducs...) nécessaires à l'augmentation de la population entraîne un endettement excessif de la ville, qui est mise sous tutelle par le ministère des Affaires municipales en juillet 1961. En 1963, Jean Drapeau, maire de la ville de Montréal, approuve son annexion afin que Rivière-des-Prairies soit intégrée à Montréal.

### Pointe-aux-Trembles
Au début des années 1660, les Sulpiciens, seigneurs de l'île de Montréal, encouragent le peuplement de cette partie de l'île. Face à la menace des Iroquois, un fort fut édifié pour défendre la colonisation de l'île de Montréal et protéger les berges du fleuve Saint-Laurent, sur lesquelles poussaient des trembles, arbres de la variété des peupliers. Le Fort de Pointe-aux-Trembles fut construit vers 1690 à l'emplacement actuel de l'ancien noyau villageois de Pointe-aux-Trembles.
À l'extrémité est du territoire, près du boulevard Gouin et de la rue Bureau, une plaque de bronze rappelle la bataille de la Coulée Grou où les colons français et les Iroquois se sont affrontés. Le long de la rue Notre-Dame, une série de lieux historiques ou d'intérêt sont identifiés et rappellent que Pointe-aux-Trembles fut à une autre époque au carrefour de l'histoire de la Nouvelle-France. Une autre plaque, située aux abords du parc Clémentine-De La Rousselière, indique que c'est à cet endroit précis que le général Murray toucha terre à partir de l'île Sainte-Thérèse en traversant le fleuve, pour ensuite marcher sur Montréal.
Pointe-aux-Trembles a pris son essor dans la première moitié du XVIIIe siècle grâce à la construction du chemin du Roy, la grande route reliant Montréal à Québec. Pointe-aux-Trembles servait alors de relais pour les voyageurs. C'est aujourd'hui un quartier résidentiel.
En 1974, on immortalisa le trois centième anniversaire de la ville en changeant le nom du boulevard Daniel-Johnson pour celui de boulevard du Tricentenaire. Celui-ci se situe perpendiculairement au fleuve à l'endroit même où se trouvait jadis la pointe de terre couverte de trembles qui s'avançait dans le fleuve et de laquelle subsiste encore aujourd'hui une bande de terre appelée la batture.
C'est en cette même année 1974, que Pointe-aux-Trembles et Neuville-sur-Vanne, petit village de France où a été baptisé Paul de Chomedey de Maisonneuve, se sont jumelées. Une délégation de Neuville-sur-Vanne (dont le maire et des personnes du comité Chomedey de Maisonneuve [archive]) a été reçu à Pointe-aux-Trembles le 24 mai 1974. Puis, celle de Pointe-aux-Trembles arriva le 22 septembre 1974 à Neuville-sur-Vanne. Un tremble fut planté dans chacune de ces bourgades pour symboliser l'évènement. Une rue de Neuville-sur-Vanne porte le nom de Pointe-aux-Trembles. Un parc [archive] à Pointe-aux-Trembles porte le nom de Neuville-sur-Vanne. (parc détente, aire de pique-nique, superficie : 7100 m2, N : fleuve Saint-Laurent, S : rue Notre-Dame Est, E : 19e Avenue).
En 1982, à la suite de problèmes financiers, la Ville de Pointe-aux-Trembles est annexée à la Ville de Montréal.

### Rivière-des-Prairies–Pointe-aux-Trembles
Dans le cadre de la réorganisation des municipalités du Québec, Rivière-des-Prairies–Pointe-aux-Trembles est constitué en tant qu'arrondissement de la ville de Montréal le 1er janvier 2002, soit une nouvelle forme d'entité de gouvernance locale. Il est cependant d'abord nommé Rivière-des-Prairies–Pointe-aux-Trembles–Montréal-Est, vu l'intégration de la ville de Montréal-Est dans l'arrondissement. Cette réorganisation des municipalités, imposée par le gouvernement provincial péquiste, est cependant décriée par plusieurs. L'arrivée d'un nouveau gouvernement – libéral – en 2003, notamment élu avec la promesse de permettre aux gens concernés par les fusions des municipalités de se prononcer sur celles-ci, permet la tenue de référendums afin de permettre aux citoyens concernés de retrouver leur municipalité indépendante.
C'est ainsi que le 20 juin 2004, un référendum est tenu à Montréal-Est où 84,51 % des votants choisissent la reconstitution de leur municipalité avec un taux de participation suffisant pour que le résultat soit contraignant. Tel référendum n'est pas tenu dans l'ancienne ville de Montréal, vu un nombre de signatures nettement insuffisant. À partir du 1er janvier 2006, l'arrondissement perd le territoire de Montréal-Est et devient l'arrondissement de Rivière-des-Prairies–Pointe-aux-Trembles.

## Démographie
| 2006    | 2011    | 2016    | 2021    | 2026 |
| ------- | ------- | ------- | ------- | ---- |
| 105 372 | 106 437 | 106 743 | 107 941 | -    |

## Représentation politique
Rivière-des-Prairies–Pointe-aux-Trembles est constitué le 1er janvier 2002 en tant qu'arrondissement de Montréal. Il est ainsi dirigé par un conseil d'arrondissement chargé des affaires locales. Le conseil de ville de Montréal est chargé de certaines matières qui concernent l'ensemble de la ville. Seuls le maire d'arrondissement et les conseillers de ville siègent à la fois au conseil d'arrondissement et au conseil de ville.
L'arrondissement est divisé en trois districts électoraux : La Pointe-aux-Prairies, Pointe-aux-Trembles et Rivière-des-Prairies. Il compte sept élus municipaux, soit un maire d'arrondissement et six conseillers, soit un conseiller de ville et un conseiller d'arrondissement par district électoral.
Les élus actuellement en poste sont:
- Mairesse d'arrondissement : Caroline Bourgeois (Projet Montréal)
- Conseiller de ville, district Rivière-des-Prairies : Giovanni Rapanà (Ensemble Montréal)
- Conseillère d'arrondissement, district Rivière-des-Prairies : Nathalie Pierre-Antoine (Ensemble Montréal)
- Conseiller de ville, district La Pointe-aux-Prairies : Lisa Christensen (Projet Montréal)
- Conseillère d'arrondissement, district La Pointe-aux-Prairies : Daphney Colin (Projet Montréal)
- Conseillère de ville, district Pointe-aux-Trembles : Virginie Journeau (Projet Montréal)
- Conseiller d'arrondissement, district Pointe-aux-Trembles : Marie-Claude Baril (Projet Montréal)

## Éducation
L'arrondissement compte 14 écoles primaires et 3 écoles secondaires. Le réseau d'écoles publiques francophone est sous la gouverne du Centre de services scolaire de la Pointe-de-l'Île (anciennement la Commission scolaire de la Pointe-de-l'Île), alors que l'anglophone est sous l'administration de la Commission scolaire English-Montréal.

## Attraits
L'arrondissement possède deux parcs régionaux d'importance, le parc-nature de la Pointe-aux-Prairies situé à son extrémité nord-est et le parc-nature du Ruisseau-De Montigny situé à l'ouest de l'arrondissement (dans le quartier Rivière-des-Prairies). Ces deux poumons verts offrent à ses résidents et aux visiteurs une variété d'activités récréotouristiques dans un cadre enchanteur où faune et flore se côtoient admirablement. On y retrouve aussi deux attraits culturels majeurs :
- Moulin à vent de Pointe-aux-Trembles
- Maison de la culture Pointe-aux-Trembles

## Économie
La raffinerie de Suncor (160 000 barils par jour) est située dans cet arrondissement.